# František Jiránek
František Jiránek, křtěný František psaný též v podobě Franz Giraneck, někdy uváděn jako Anton či Antonín, (24. červenec 1698, Lomnice nad Popelkou – 1778, Drážďany) byl český hudební skladatel pozdního baroka, nejspíše žák Antonia Vivaldiho.

## Život

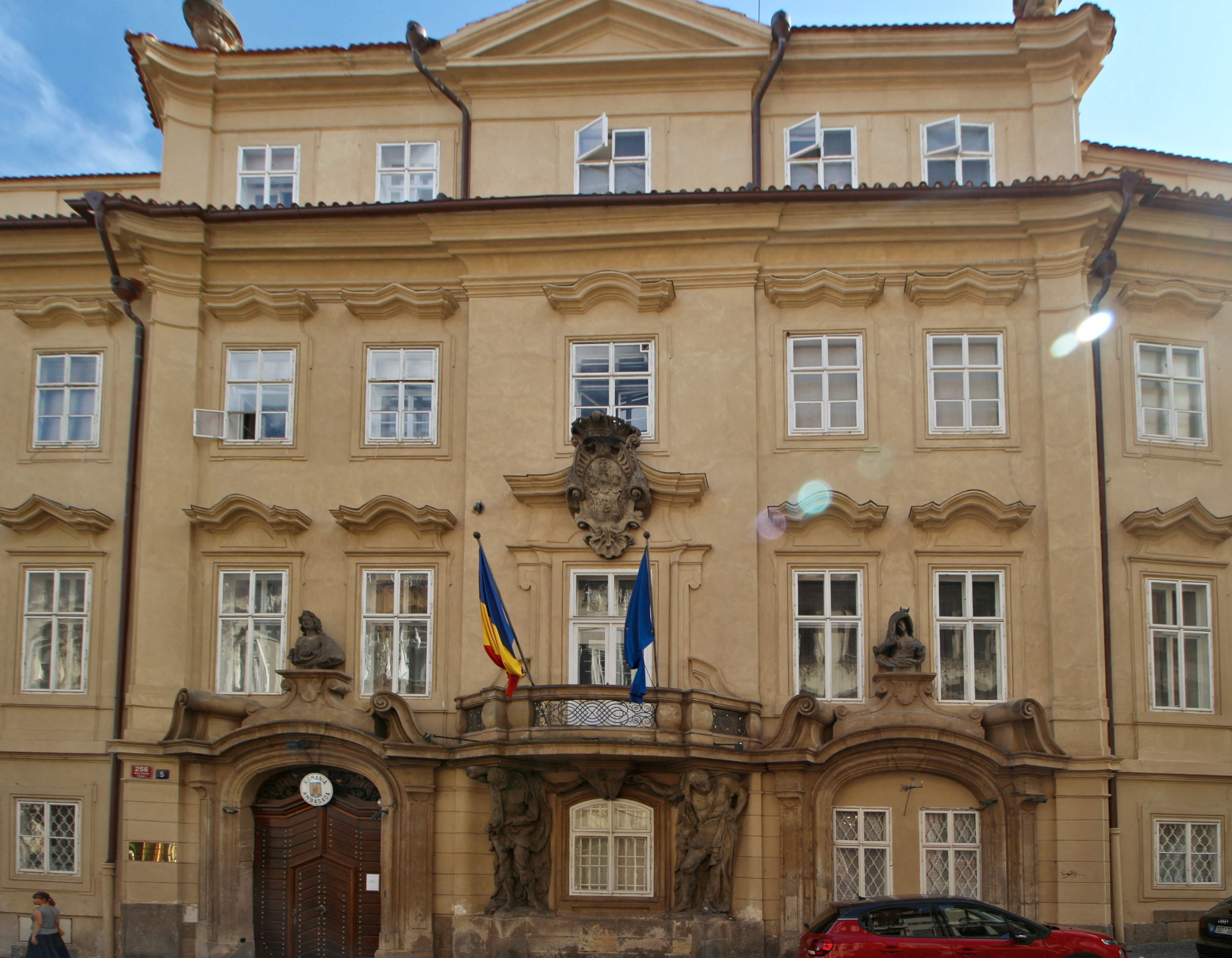
Morzinský palác na Malé Straně v Praze, místo působení kapely hraběte Václava z Morzinu.

František Jiránek se narodil 24. července v Lomnici nad Popelkou do rodiny Václava Jiránka a jeho ženy Ludmily, rozené Moučkové. Měl dva starší bratry, Jiřího Františka (křtěn 15. 9. 1694) a Jana Václava (kř. 26. 6. 1697). O Františkově vzdělání nejsou žádné záznamy, pravděpodobně studoval jezuitské gymnázium na pražské Malé Straně. Již předtím se však stal pážetem ve službách hraběte Václava z Morzinu. Na hraběcím dvoře byl zaměstnán rovněž František Michael Jiránek, jenž se později stal Morzinovým hofmistrem, příbuzenský vztah obou rodin však dosud není přesně objasněn. Hrabě si cenil hudebních schopností Františka Jiránka a roku 1724 jej vyslal na tříletý studijní pobyt do Benátek, kde se měl zdokonalit ve svém hudebním umění pod vlivem hudby Antonia Vivaldiho. Jeho učitelem se během italského pobytu stal nejspíše samotný Vivaldi, což dokresluje skutečnost, že hrabě Morzin patřil mezi jeho největší mecenáše (Vivaldi mu dedikoval např. svou patrně nejslavnější sbírku houslových koncertů Il cimento obsahující cyklus Čtvero ročních dob). Navíc se Jiránkovo jméno (Giraneck) objevuje u dvou koncertů v evidenci Vivaldiho skladeb (koncert B dur RV 371 a nedochovaný koncert RV Anh. 8).
Roku 1726 se Jiránek vrátil do Prahy, kde opět působil jako houslista v malostranské kapele hraběte Morzina. V této kapele působil mimo jiné také Antonín Reichenauer a krátce též německý skladatel Johann Friedrich Fasch. V té době pobýval u kolegy fagotisty Antonína Mösera.
Po smrti Václava Morzina roku 1737 Jiránek opustil Prahu a našel si místo v kapele saského prvního ministra Heinricha von Brühl ve Varšavě a Drážďanech, kde měl nejvyšší plat z celé kapely. Jeho tvorba zde pak byla formována nastupujícím klasicismem. Po Brühlově smrti roku 1763 odešel do penze a dožil v Drážďanech.
Měl nejméně tři děti, syny Jana Antonína Václava Františka (pokřtěn 5. 6. 1724) a Antonína Václava Františka Štěpána Jana (26. 12. 1725) a Františka Pavla (27. 1. 1728).
V některých pramenech (Dlabačž, ČSHS ad.) je Jiránek uváděn jako Anton či Antonín Jiránek, či Anton Giraneck.

## Dílo
Dochované Jiránkovy skladby jsou výhradně instrumentální (houslové sonáty, triosonáty, symfonie a koncerty), jejichž styl utvrzuje domněnku, že byl Vivaldiho žákem. Jiránkovi se i přes Vivaldiho vliv podařilo vtisknout svým dílům i určitou osobitost pramenící snad z výrazných prvků české muzikality. V Hesenské zemské knihovně v Darmstadtu se dochovalo větší množství Jiránkových skladeb, zejména koncertů. Další skladby jsou kromě Německa uloženy také v Praze, ve Švédsku a v USA.

## Diskografie
- Roku 2010 vydal Supraphon CD František Jiránek / Concertos & Sinfonias s nahrávkami jeho několika skladeb, které pořídilo Collegium Marianum.[2]